# معركة كوللا
معركة كوللا هي معركة دارت من 7 ديسمبر 1939 حتى 13 مارس 1940 في لادوغا كاريليا بفنلندا كجزء من حرب الشتاء السوفيتية الفنلندية.